# カーナライト
カーナライトは、塩化カリウム・マグネシウムの水和物 (KMgCl3·6H2O)からなる蒸発岩鉱石である。カーナライトは黄、白、赤色と様々な色を取りやすく、しばしば無色もしくは青色となる。通常は、珍しい六方対称性の晶癖を示す斜方晶を伴った繊維状の塊である。この鉱石は吸湿性であるため、標本は密閉容器内に保管される。

## 産出

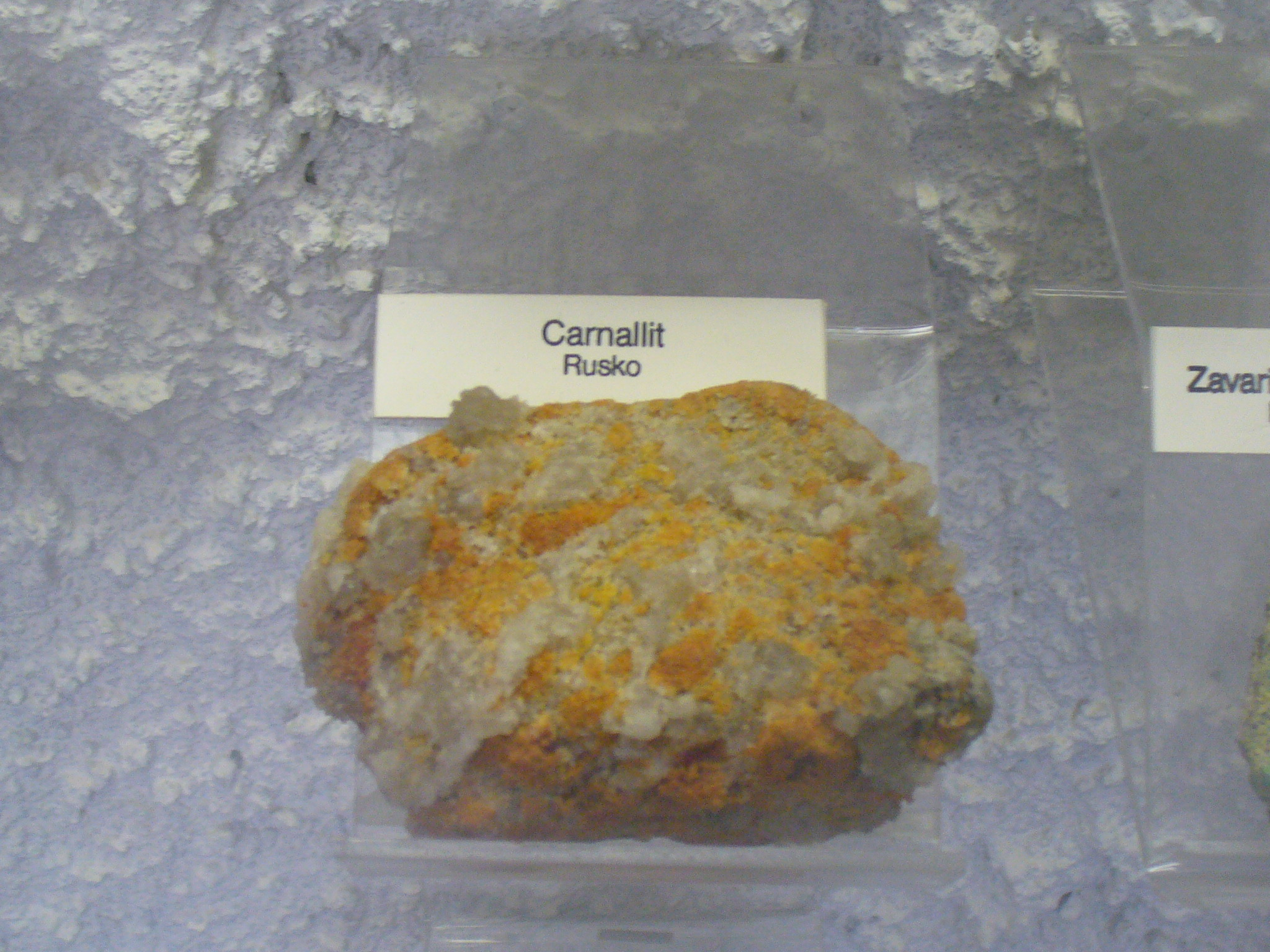
ロシア産のカーナライト

カーナライトは、一連のカリウム・マグネシウム系の蒸発岩鉱石であるカリ岩塩、カリナイト、ピクロメライト、雑鹵石およびキーゼル石に伴って産出する。幾分か珍しい複塩化物鉱石であり、蒸発した海や堆積盆地などの限られた環境条件の下でのみ形成される。カーナライトはカリウムおよびマグネシウム資源として採掘され、アメリカのカールズバッド (ニューメキシコ州)、コロラド州からユタ州に広がるパラドックス盆地、ドイツのシュタースフルト、ロシアのペルム盆地、カナダのサスカチュワン州にあるウィリストン盆地などにある蒸発岩鉱床にから産出される。これらの鉱床は、デボン紀からペルム紀に起源を持つ。対照的に、イスラエルおよびヨルダンでは死海の高濃度な塩水を蒸発皿でカーナライトの沈殿が生じるまで濃縮させることでカリ塩を生産しており、その後蒸発皿からカーナライトを回収し、塩化マグネシウムの除去処理が行われる。

## 歴史
1856年、カーナライトはドイツのザクセン＝アンハルト州にあるシュタースフルト鉱床から産出する鉱石の種類として初めて解説された。カーナライトという名称は、プロイセン人の鉱山技師であったルドルフ・フォン・カーナル (1804 - 1874)にちなんで名付けられた。